# 国立国会図書館図書館研究所
国立国会図書館図書館研究所（こくりつこっかいとしょかんとしょかんけんきゅうじょ）は1986年6月に国立国会図書館図書館協力部に設立された研究所。国立国会図書館の図書館学資料室と司書研修機能を統合して設立された。後に廃止された。
『カレントアウェアネス (雑誌)』の編集を1986年6月から2002年3月まで所管した。『図書館研究シリーズ』を編集した。
設立時の組織は所長1名、主任司書1名、図書館情報係（支部図書館課）3名、研修係2名、客員調査員1名、兼務若干名。